# Rhynchoppia sedlaceki
Rhynchoppia sedlaceki är en kvalsterart som beskrevs av Balogh 1968. Rhynchoppia sedlaceki ingår i släktet Rhynchoppia och familjen Suctobelbidae. Inga underarter finns listade i Catalogue of Life.